# 1533
Cette page concerne l'année 1533  du calendrier julien.
L'année 1533 est une année commune qui commence un mercredi.

## Événements
- 14 janvier : Pedro de Heredia débarque en Colombie où il fonde Cartagena (20, 21 janvier, ou 1er juin[1]). En 1534, il parvient au Zenú, aux confins de la cordillère centrale, après une exploration de mille kilomètres[2].
- 9 avril : Ahmed Gragne met Lalibela à sac[3]. Il lance toutes ses forces contre les provinces du nord de l'Éthiopie.
- Mai : Khayr al-Din se rend à Constantinople où le sultan Süleyman le nomme capitan pacha (amiral en chef). En août, il débarque à Bône avec une flotte turque[4]. L’Algérie est rattachée à l’empire ottoman.
- 26 juillet (ou le 29 août)[5] : Atahualpa, le dernier empereur inca capturé par traîtrise par Pizarro, est condamné à mort et étranglé[6]. La résistance inca est désorganisée.
  - Pizarro partage les Indiens entre ses hommes selon le système de l’encomienda[7]. Chacun reçoit 40 000 indigènes. Ce système ruinera le système économique de l’empire inca. L’introduction de l’économie monétaire et de nouvelles formes de tribut (travaux forcés dans les mines), achèvera de désintégrer l’équilibre du système. Les Espagnols utilisent l’ancien système de pouvoir et d’échanges à leur avantage, mais sans que fonctionne le principe de réciprocité dans l’échange, qui en était le fondement.
- Octobre : révolte de Rumiñahui qui veut prendre le pouvoir depuis Quito avec l’armée d’Atahualpa (12 000 hommes). Belalcázar le bat en plaine avec 200 fantassins et 80 cavaliers pendant l’éruption du Cotopaxi, qui terrifie les Indiens[5]. Rumiñahui parvient à s’enfuir dans la montagne. Capturé, il meurt des suites de ses tortures le 25 juin 1535.
- 15 novembre : les Espagnols occupent Cuzco où ils placent Manco Capac II, frère d'Atahualpa, sur le trône des Incas (fin en 1537)[6]. La ville est mise à sac.
- Viêt Nam : Nguyễn Kim se révolte contre les Mac qui ont usurpé le trône en 1527 et restaure la dynastie Lê dans le sud. Le pays se sépare en Tonkin et Annam[8].

### Europe
- 15 janvier : traité de paix perpétuelle signé entre la Pologne-Lituanie et l'empire ottoman. Il garantit l'exclusivité de la suzeraineté ottomane sur la Moldavie et la Valachie[9].
- 25 janvier : Henri VIII d'Angleterre épouse secrètement Anne Boleyn[10], alors enceinte[11].
- Février, Suède : Gustav Vasa réprime à  Kopparberget la révolte des cloches (Klockupproret), mouvement contre la réforme luthérienne en Dalécarlie[12].
- 30 mars : Thomas Cranmer est sacré archevêque de Cantorbéry[13].
- 7 avril : bulle de Pardon (bulle de Perdão) qui accorde aux nouveaux chrétiens du Portugal l’amnistie pour toutes leurs offenses passées et le droit de se justifier, pour toute accusations d’hérésie, devant le nonce apostolique. Elle est abrogée en 1536[14].
- 10 avril : mort de Frédéric Ier de Danemark. Début de la querelle du comte (Grevens fejde, 1533-1536). Son fils Christian III, luthérien, doit combattre, pour imposer son pouvoir, les partisans de Christian II. Le Conseil laisse le trône vacant et Christian III doit lever une armée dans les duchés pour le conquérir et s’imposer aux Danois[15].
  - Après la mort de Frédéric, l’archevêque de Nidarós, Olav Engelbrektsson (en), convoque une Diète générale du royaume de Norvège[16]. Prenant acte de la guerre civile au Danemark, elle décide que le Conseil du royaume doit élire un nouveau roi de Norvège. En attendant, les fonctions de régent sont dévolues à l’archevêque de Nidarós
- 12 avril, Angleterre : Thomas Cromwell, déjà membre du Conseil privé, est nommé chancelier de l'Échiquier et secrétaire du roi[17].
- 21 avril, Roses : retour de Charles Quint en Espagne[18]. Il tient les Cortès d’Aragon (Monzón, 19 juin-20 janvier 1534) et de Castille (Madrid, 20 octobre 1534)[19] pour réunir les fonds nécessaires à l’armement d’une flotte et à la solde d’une armée pour lutter contre les Turcs et Barberousse, qui progresse en Afrique (prise de Tunis en 1533).
- 23 mai : Thomas Cranmer affirme que le mariage d’Henri VIII d'Angleterre et de Catherine d'Aragon, tante de Charles Quint, était nul depuis le début. La dispense pontificale de 1505 est invalidée[20]. Cranmer et Hugh Latimer secondent le roi dans les affaires religieuses.
- 28 mai : Cranmer prononce l’union d’Henri et d’Anne Boleyn, cérémonie qui avait été célébrée en secret en janvier[20].
- 1er juin : couronnement d'Anne Boleyn[20]. Catherine est reconnu princesse douairière du prince Arthur.
- 3 juin : ouverture du synode ecclésiastique de Strasbourg. Il adopte un règlement de discipline fondé sur la Confession de foi tétrapolitaine, complété par 16 articles[21].
- 23 juin, Istanbul : armistice entre les Ottomans et les envoyés de Ferdinand de Habsbourg, qui se reconnaît vassal du sultan pour la partie occidentale de la Hongrie (Hongrie royale) qui reste en sa possession[22]. Jean Zapolyai, également vassal de Süleyman Ier, reste roi de la partie occidentale du pays occupée par les Ottomans. Cette paix de compromis ne sera jamais reconnue par l’empereur Charles Quint, mais dure de facto jusqu’à la mort de Jean Zapolyai.
- 11 juillet : Première excommunication par le pape Clément VII de Henri VIII d'Angleterre et Anne Boleyn[20], et de l'archevêque Cranmer, mais rendue publique peu de temps après, et renouvelé le 17 décembre 1538. L'Église d'Angleterre se sépare de l'Église catholique.
- 7 septembre : Anne Boleyn donne naissance à la princesse Élisabeth[20].
- 12 octobre[23] : entrevue de Marseille entre le pape Clément VII et François Ier, qui négocie une adaptation de la bulle Inter Coetera qui stipule que les dispositions de cette dernière ne concerneraient que les terres découvertes par les Portugais et les Espagnols, mais ne s'appliqueraient pas à celles qui seraient reconnues ultérieurement pas les navigateurs d'autres nationalités[24].

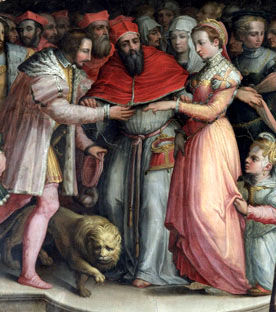
28 octobre : Henri d'Orléans épouse Catherine de Médicis. Nièce du pape Léon X, elle est fiancée le 9 juin 1531 à Henri, duc d'Orléans, 2e fils de François Ier. Ce dernier, par cette alliance avec la fille de banquiers florentins, qui comptent plusieurs papes dans la famille, espère obtenir de la papauté des complicités politiques, qu'il n'obtient pas.

- 28 octobre : Henri d'Orléans, futur roi de France, épouse à Nice Catherine de Médicis. La France se rapproche ainsi du pape[23]. François envisage de reprendre le Milanais son appui.
- 1er novembre : discours imprégné d’évangélisme, inspiré par Calvin, du recteur de l’Université de Paris, Nicolas Cop. Tous deux s’éloignent de Paris[25]. Cop s’installe à Bâle et Calvin trouve asile chez un chanoine d’Angoulême, Louis du Tillet, puis à la cour de Marguerite de Navarre à Nérac.
- 4 décembre : début du règne d'Ivan IV le Terrible en Russie (fin en 1584). Régence d’Héléna Glinska (fin en 1538), mère d’Ivan IV et veuve de Vassili III, mort d’une tumeur à l’aine le 3 décembre. Elle gouverne avec son favori Ivan Ovchina-Telepnev-Obolenski. Ils continuent la politique de Vassili III, réagissent aux intrigues des boyards. Pour assurer les droits d’Ivan, Hélène fait emprisonner ses deux beaux-frères Iouri et André[26].
- 24 décembre : trois artisans italiens fondent une briqueterie à Cracovie[27].
- À la suite d’une fausse manœuvre, deux galères vénitiennes sont prises à la hauteur de Valona, dans l’Adriatique, par 12 galiotes barbaresques[27].
- Les étudiants de Caen placardent les quatre-vingt-quinze thèses de Martin Luther sur les murs de leur université[28].

## Naissances en 1533
- 2 janvier : Johann Major, poète et théologien protestant allemand († 16 mars 1600).
- 16 février : Gianfrancesco Gambara, cardinal italien († 5 mai 1587).
- 28 février : Michel de Montaigne, moraliste et  philosophe français († 13 septembre 1592).
- ? mars : Anne d'Egmont, Comtesse de Buren et Lady d'Egmont, première épouse de Guillaume Ier d'Orange-Nassau († 24 mars 1558).
- 10 mars : François III de Mantoue, noble italien, duc de Mantoue et marquis de Montferrat († 22 février 1550).
- 5 avril : Giulio della Rovere, cardinal italien († 3 septembre 1578).
- 8 avril : Claudio Merulo, compositeur italien († 4 mai 1604).
- 24 avril : Guillaume Ier d'Orange-Nassau, prince d'Orange, comte de Nassau († 10 juillet 1584).
- 1er mai :
  - Filippo Pigafetta, explorateur, historien et capitaine d’armée italien († 26 octobre 1604).
  - Catalina Tomas, béatifiée en 1792 par le pape Pie VI et canonisée en 1930 par le pape Pie XI († 5 avril 1574).
- 2 mai : Philippe II de Brunswick-Grubenhagen, souverain de la principauté de Grubenhagen († 4 avril 1596).
- 20 mai : Girolamo Fabrizi d'Acquapendente, anatomiste italien († 21 mai 1619).
- 4 juin : Henri de Brunswick-Dannenberg, duc de Brunswick-Lunebourg († 19 janvier 1598).
- 30 juin : Martin de Rada, missionnaire augustin espagnol († 1578).
- 12 juillet : Antonio Possevino, prêtre jésuite italien, théologien, auteur spirituel et controversiste († 26 février 1611).
- 25 juillet : Alphonse Rodríguez, frère jésuite espagnol, portier au collège de Majorque durant presque toute sa vie († 31 octobre 1617).
- 2 août : Theodor Zwinger l'ancien, savant suisse († 10 mars 1588).
- 7 août : Alonso de Ercilla, poète espagnol († 29 novembre 1594).
- 5 septembre : Jacopo Zabarella, philosophe humaniste italien († 15 octobre 1589).
- 7 septembre : Élisabeth Ire, reine d'Angleterre et d'Irlande († 24 mars 1603).
- 15 septembre : Catherine d'Autriche, princesse de la dynastie des Habsbourg, fille de Ferdinand Ier, Empereur, et d'Anne Jagellon, reine de Hongrie († 28 février 1572).
- 18 septembre : Yūki Harutomo, un des premiers daimyo de la province de Shimōsa († 25 août 1614).
- 24 septembre : Asakura Yoshikage, samouraï japonais et daimyō d'Echizen († 20 août 1573).
- 27 septembre : Étienne Bathory, voïvode (synonyme de Prince de Transylvanie), puis roi de Pologne († 12 décembre 1586).
- 21 octobre : Thibault Métezeau, architecte français († vers 1596).
- 22 novembre : Alphonse II d'Este, cinquième duc de Ferrare († 27 octobre 1597).
- 13 décembre : Erik XIV, roi de Suède († 26 février 1577).
- Date précise inconnue :
  - Abdullah Khan, khan de la dynastie turco-mongole des Chaybanides d'Ouzbékistan († 1598).
  - Francisco Arias, religieux ascète et écrivain espagnol († 15 mai 1605).
  - Elazar Azikri, rabbin, kabbaliste, poète liturgique et homme de lettres († 1600).
  - Sadiq Bek, peintre, miniaturiste, calligraphe, poète et historien-chroniqueur persan († 1610).
  - Francesco Buonamici, médecin, écrivain et philosophe italien († 29 septembre 1603).
  - Giovanni Antonio Dosio, architecte et sculpteur italien († 1611).
  - John Fortescue of Salden, homme d'État anglais († 23 décembre 1607).
  - Pierre de Gondi, ecclésiastique français († 17 février 1616).
  - Mark Sittich von Hohenems, cardinal allemand († 15 février 1595).
  - Johan Baptista Houwaert, conseiller et maître ordinaire de la Chambre des comptes du duché de Brabant, poète et dramaturge humaniste d'expression néerlandaise († 11 mars 1599).
  - Isaac de Troki, un des plus grands Sages et érudits karaïtes († 1594).
  - Jacques Kisaï, frère jésuite et catéchiste japonais († 5 février 1597).
  - Pons de Lauzières-Thémines, maréchal de France († 1627).
  - Jacques Le Moyne de Morgues, cartographe et illustrateur français († 1588).
  - Stoldo Lorenzi, sculpteur italien († 1583).
  - Juan Maldonado, prêtre jésuite espagnol († 5 janvier 1583).
  - Anne de Marquets, poétesse française († 11 mai 1588).
  - Ōmura Sumitada, daimyo de l'époque Sengoku de l'histoire du Japon († 23 juin 1587).
  - Loÿs Papon, auteur dramatique français († 1599).
  - François Perrin, poète et moraliste français, chanoine d’Autun († 9 janvier 1606).
  - Giacomo della Porta, architecte et sculpteur italien († 1602).
  - Martín Ruiz de Gamboa, conquistador basque-espagnol et Gouverneur du royaume du Chili († 1590).
  - Sadiq Bek, miniaturiste persan, calligraphe, poète et historien-chroniqueur de l'époque safavide († 1610).
  - Shimazu Yoshihisa, daimyo de l'époque Sengoku de l'histoire du Japon († 1611).
  - Kobayakawa Takakage, samouraï au service de Hideyoshi Toyotomi durant l'époque Sengoku de l'histoire du Japon († 26 juillet 1597).
  - Valentin Weigel, penseur mystique allemand († 1588).
  - Yun Doo-su, écrivain et homme politique coréen de la période Joseon et érudit néo-confucéen († 1601).
  - Kaihō Yūshō, peintre japonais († 1615).
- Vers 1533 :
  - Henri Agylée, jurisconsulte et helléniste néerlandais († avril 1595).
  - Gerald Fitzgerald, 15e comte de Desmond († 11 novembre 1583).
  - Edmund Hooper, compositeur anglais appartenant à l'école des Virginalistes († 14 juillet 1621).
  - Wilhelm Klebitz, théologien protestant et mathématicien allemand († 1568).
  - Adam Loftus, lord chancelier d'Irlande († 5 avril 1605).
  - Pierre Merlin, ministre protestant française († 10 juillet 1603).

## Décès en 1533
- 10 avril : Frédéric Ier de Danemark (° 7 octobre 1471).
- 6 juillet : L’Arioste, poète italien, auteur du Roland furieux (° 8 septembre 1474).
- 26 juillet : Atahualpa, dernier empereur de l'Empire inca indépendant (° entre 1497 et 1502).
- 8 août : Lucas de Leyde, peintre et graveur néerlandais (° 1494).
- 14 octobre : Geoffroy Tory, imprimeur humaniste (1480).
- 3 décembre : Vassili III, grand-prince de Vladimir et Moscou (° 25 mars 1479).
- 11 décembre : Étienne Le Court, curé français, étranglé puis brûlé à Rouen (° ?)
- Date précise inconnue :
  - Chaitanya, prédicateur brahmane, en Inde (° 1486).
  - Juan del Encina, poète, musicien, compositeur et dramaturge espagnol (° 12 juillet 1468).
- Vers 1533 :
- Monte di Giovanni del Fora, peintre, enlumineur et mosaïste italien  de l'école florentine (° vers 1448).